# Aleksandrida
Aleksandrida je srednjovjekovni roman o Aleksandru Velikomu i njegovu osvajanju svijeta. Kao roman na glagoljici spominje se već u Zadru 1389., ali se nije sačuvao u nas, već je očuvan u ćiriličnim (bosančica) i latiničnim prijepisima iz 16. i 18. st. i nosi čakavsko-ikavske jezične odlike. Smatra se da je autor Kalisten (4. st. pr. Kr.), a napisan je oko 300. god. pr. Kr. U hrvatsku srednjovjekovnu književnost ubraja se zato što postoji mogućnost da je verzija romana o Aleksandru Velikom koja se smatra srpskom Aleksandridom nastala na tlu Hrvatske, na zadarskome području. Popularnost mnogih verzija romana o jednom od najvećih vladara u ljudskoj povijesti i općenito jednoj od najutjecajnijih osobnosti ikada bila je velika; razvilo se mnogo književnih obrada koje su tematizirale, a često i mistificirale, život ovog velikog ratnika, cara i vojskovođe.
U Aleksandridi se preklapaju, a kadšto su i oprečne, fikcija i fakcija, mitološka i biblijska struktura teksta.

## Hrvatska Aleksandrida
Hrvatska preradba djela o doživljajima Aleksandra Velikoga izdvaja se književnom se vrijednošću, sadržajem, kasnijim utjecajem i recepcijom među malobrojnim proznim djelima srednjovjekovne hrvatske književnosti svjetovna karaktera. Poetika i stil toga djela koje izvorno potječe iz helenističke tradicije, obilježeni su tipičnim značajkama srednjovjekovne dvorske literature i viteškoga romana, usmjerenih ponajprije na čitateljski užitak.
U Aleksandridi se spajaju roman, specifičan putopis, avanturistički roman, pisma, kronika, povijest, vizije, disputi, refleksije i sentencije, poučni elementi, fantastika i dr. Među temeljnim romanesknim osobinama zatječu se elementi nevjerojatnoga, raznih pretjerivanja i naivnosti; važno je i prodiranje fikcionalnosti u pripovijedanje. Odana ljubav, nepokolebljive vrline, iznimne osobe (vojskovođe, kraljevi i carevi, čarobnjaci, proroci, filozofi, vitezovi…), pozornost na jezičnim ukrasima, čudesni događaji i nevjerojatni pothvati junaka. Hvali se vladar, ističu zasluge, opisuju vojni pohodi, bitke, ali i gozbe, turniri… Prema mišljenju književnih stručnjaka, bila je Aleksandrida u svoje doba »najljepše pripovjedačko djelo kod južnih Slavena« (V, Štefanić).
Matičino izdanje Aleksandride priređeno je prema tzv. »Derečkajevu rukopisu« s početka 17. stoljeća i predstavlja cjelovitu latiničnu transkripciju toga djela koje su za tisak priredili Eduard Hercigonja i Marija-Ana Dürrigl.

## Fikcija i fakcija
Opreka fiktivno i faktivno povezano je s nastojanjem da se protagonista, Aleksandra Makedonskog, prikaže kao božanstvo, instituciju te da se čitatelja zainteresira za građu koja je po svojoj tematici biografska. Iako je život i djelo hrabrog vojskovođe koji je pokorio u ono vrijeme moćnu Perziju, Egipat, a stigao i do Indije već samo po sebi magnifikantno i zapanjujuće, autor je unio, odnosno izmijenio, pojedine činjenice kako bi djelo učinio što zanimljivijim. Na primjer, u Aleksandridi navodi se da kada je poslije teških, kvravih borbi i spletki Aleksandar iz sukoba s perzijskom carem Darijem III. izišao ne samo kao fizički, već i moralni pobjednik, ovaj mu je na oproštaju s ovozemljskim životom prepustio ruku svoje kćeri kojom se Aleksandar potom oženio. Ženidba Alaksandra s Darijevom kćeri nije upitna kao povijesna činjenica, ali se u romanu kao ta najljepša žena u svome kraju (ne samo po vanjštini, već i po dobroti i unutarnjoj ljepoti) navodi Roksanda. Ona jest bila Aleksandrova prva žena, ali ne i jedina. Naime, druga žena bila je Stateira, kćer Darija III., dok je Roksanda bila baktrijska princeza. U Aleksandridi se Stateira ne spominje, kao niti njegova ljubavnica Barsina, a pogotovo se ne dovodi u pitanje Aleksandrova heteroseksualnost, što je danas jedna od prihvaćenijih teza o ovome imperatoru. Na kraju djela, koje govori o Aleksandrovoj smrti, Roksanda se ubija ne mogavši zamisliti svoj život bez njega, a njegovu ubojicu, Vrionuša, ubija njegov znameniti konj Bukefal koji je zaplakao kao čovjek, a onda skočio i odgrizao Vrionušu glavu. Međutim, za povijesni fakt uzima se da je Bukefal poginuo u krvavoj bitci s indijskim vladarom Porom kod Hidaspa, tri godine prije smrti svoga vlasnika.
Kako je i zbog čega Aleksandar umro, ne zna se sa sigurnošću. Prema romanu, otrovao ga je njegov dvorjanin jer mu nije htio prepustiti vlast nad Makedonijom, što je jedna od mogućnosti koju povijest danas razmatra. Neki smatraju kako su ga njegovi vojnici ubili jer su ga morali štovati poput božanstva, a drugi to demantiraju jer misle kako bi mu vojnici dali veću dozu otrova od koje bi umro odmah, a ne nakon 11 dana. Ne isključuju se ni mogućnosti da je umro od groznice ili tifusa. Koji god razlog smrti bio, zna se da je umro u 33. godini života.

## Poveznice s Biblijom
Upravo je toliko star bio i Isus Krist kada je umro. Ako je istina da je Aleksandar otrovan, a da je za to odgovoran jedan od njegovih podanika (i ne samo to, već jedan od vojnika koji su ga pratili u neustrašivim osvajanjima), značilo bi da je Aleksandra Vrionuš izdao, baš kao što je Isusa izdao Juda, jedan od njegovih apostola i vjernih pratilaca, u dobru i zlu.
Druga paralela koja bi se mogla povući između života ove dvojice velikana naše povijesti je činjenica kakvo su nasljeđe svijetu ostavili. Obojica su za sobom ostavila neizbrisiv trag koji je utjecao na sve sfere ljudske povijesti. O baštini Isusa Krista koja je inicirala razvoj kršćanstva, a samim time i gradnju crkvi koje su danas reprezentativni primjerci umjetnosti, ne treba ni govoriti. Slično je bilo i s Aleksandrom. Ne samo da je za vrijeme svoje vladavine i osvajačkih pogoda osnovao preko 70 gradova, već se od 334. pr. Kr., kada je krenuo na Perziju, računa početak novog povijesnog razdoblja helenizma, u kojem su stilu izgrađeni mnogi hramovi. Navodi se, uostalom, kako se Aleksandar smatrao božanstvom, baš kao i kraljevi u srednjem vijeku koji su smatrani Božjim poslanicima.
Pitanje očinstva također je sporno i kod Isusa i kod Aleksandra. Za oca ovog potonjeg navodi se kralj Filip II. Makedonski, iako mu je, prema Aleksandridi, otac zapravo Nektenab, egipatski car koji se pred perzijskom vojskom sklonio u Makedoniju. Isusu je ulogu oca u ovozemaljskom životu imao Josip, a stvarni otac mu je Jahve, Bog. Isusa su štovali upravo zato što je sin Božji, a i Aleksandar je u Egipat ušao nesmetano upravo zbog činjenice tko mu je otac.
Isusa se naziva Učiteljem, a Aleksandar je za učitelja imao jednog od najvećih mislilaca u povijesti, Aristotela, zbog čega je i on bio obdaren mudrošću. Obojica su prema svojim podanicima, odnosno, vjernim pratiteljima, imali respekta, bili pošteni prema njima. Tako Aleksandar na početku pohoda na Perziju moli svoje vojnike da budu hrabri i da mu se pridruže u teškom pohodu koji će, baš kao i Isusovi životni putevi, uroditi nečim dobrim. Također, ovaj car (prema Aleksandridi) osvojeno bogatstvo dijeli svojim vojskovođama, kao što je Isus sve dijelio s apostolima, ne stavljajući sebe na prvo i jedino mjesto. Međutim, čak i Aleksandar nailazi na otpor svoje vojske kad se susretne s neugodnim klimatskim uvjetima na indijskom tlu, baš kao što su apostoli katkad posumnjali u Isusova učenja, djela i postupke. Obojica su prihvaćala odgovornost za svoje revolucionarne postupke: i u ratovima u slučaju Aleksandra, i u često jednako opasnim propovjedanjima Isusa, uvijek su bili predvodnici, na čelu svojim učenika, odnosno vojske, bez obzira na opasnost koja im je prijetila, što je odlika samo hrabrih i velikih osoba.
Aleksandrova pobjeda nad Perzijancima zabilježena je i u Bibliji, u Prvoj knjizi Makavejskoj. Neizbježna poveznica s Biblijom je i ta kako su se, prema romanu, vladaru u snu obraćao prorok Jeremija koji ga je ohrabrivao, davao mu savjete, ali i najavio mu skorašnju smrt. Slično biva i s biblijskim likovima, npr. Božje javljanje Mojsiju, anđela Gabrijela Mariji itd.
Jesu li slučajni segmenti romana koji Aleksandra mogu povezati s Isusom ili je to možda paralela koju je besmisleno tražiti, pitanje je, ali je činjenica da su se prva djela koja opisuju život i djelo Aleksandra Velikog pojavila u II. stoljeću, a da su u IV. stoljeću prevedena na mnoge jezike (Prema: Opća i nacionalna enciklopedija ), kada je kršćanstvo uzimalo maha, a da je ovo verzija iz srednjeg vijeka kada je crkva bila najmoćnija institucija, što je moglo pogodovati težnji da se to čitatelju indirektno natukne i da se lik Aleksandra podigne na pijedestal (baš kao Isusa) kako bi njegov život i personalnost djelovali još uzvišenije i važnije.

## Važnost
Aleksandrida je jedan od prvih romana u srednjovjekovnoj književnosti, a prema svojoj strukturi i tematici je viteški roman, što je bio vrlo popularan žanr u tom razdoblju svjetske književnosti. Osobnost i djela Aleksandra III. Velikog ostali su, na ovaj način, zabilježeni u povijesti, ali ne napisana samo kao povijesni fakt, već kao umjetničko djelo koje je privlačilo mnoge mase stoljećima, a tako je i danas. O Aleksandru se još uvijek govori, čak i nakon stoljeća mnogih ratova u kojima su se iskristalizirali također veliki vojskovođe; interes za njega i divljenje njegovom imperiju ne opada. Ušao je u svakodnevni jezik kao onaj koji je presjekao Gordijski čvor, čime je dokazao svoju mudrost, vlast, što danas smatramo (metaforički govoreno) mudrim i pronicljivim djelom. Priča o njemu zanimljivija je još i više ako razmotrimo određene sličnosti s Isusom i općenito Biblijom, u kojoj se i spominje, a mistificiranje i mitske odrednice iz ovog životopisa Aleksandra također pridonosi tome.

## Radnja
Priča o Aleksandru započinje opisom neobičnih okolnosti njegova začeća. U romanu on je biološki sin Olimpije, supruge Makedonskog kralja Filipa i odbjeglog egipatskog cara, zvjezdoznanca i čarobnjaka Nektenaba. Lijep je, pametan (učitelj mu je Arištotil), spretan u borbi, odlučan i plemenit. Nakon smrti zakonitog oca, kralja Filipa, postao je makedonski kralj i započeo osvajanja: Atenu, Rim, Englesku. Svladao je čovjekolike zvijeri, krilate žene i dvoglave zmije. Potom je pokorio Sredozemlje, Troju, Izrael, Egipat, Babilon i Perziju. Nakon što je Darije ubijen i perzijska vojska poražena oženio je Darijevu kćerku Roksanu. O tim je događajima napisao pismo majci i učitelju:
Aleksandar, car nad cari, promislom višnjega Boga Gospodina gospi materi mojej Olimpijadi, carici, i Arištotilu, učitelju momu, pišu radovati se. Ovo sedmo lito je, otkoli izidoh otuda i za vse sedam lit ne pisasmo vam, ni poručismo ča je od nas. To sagrišismo, ne toliko od nas i od neljubve, koliko da protivo velikomu caru Dariju stojeći i njega razbijajući, ob tom mišljenju pisati vam ne mogosmo. Sada da znate, jere š njim bismo se trikat i njega razbismo. I to Persidi vidivše, carstvu momu vsi pokloniše se. Darij sa životom rasta se i kćer svoju Roksanu misto dara mani dovede. I bezmirnu lipost njeje vidih, ženu ju sebi vazeh...
Sada jesmo u Persipolu, velikomu gradu, od Persidov slavljeni, s Roksandom caricom i vsej Persidiji gospodin. I vi od vas k nam otpišite i vi u Macedoniji zdravi prebivajte." 
Na istoku je osvojio Krezovo carstvo, porazio psoglavce, šesteroruke ljude i divovske rakove, Indijskog cara Pora i Amazonke. Na kraju ga je otrovao dvorjanin, Roksanda se ubila i carstvo se raspalo.